# Cortinarius flammuloides
Cortinarius flammuloides är en svampart som beskrevs av E. Horak & M.M. Moser 1975. Cortinarius flammuloides ingår i släktet Cortinarius och familjen spindlingar.   Inga underarter finns listade i Catalogue of Life.